# Кріс Вуд (актор)
Крі́стофер Чарльз Вуд; Кріс Вуд (англ. Christopher 'Chris' Charles Wood, нар. 14 квітня 1988, Дублін, Огайо, США) — американський актор, найбільше відомий за ролями в серіалах: Адам Вівер у «Щоденниках Керрі», Кай Паркер у «Щоденниках вампіра» та «Спадок», Джейк Райлі в «Ізоляція» та Мон-Ел у «Супердівчині».

## Життєпис
Кріс Вуд народився 14 квітня 1988 року в Дублін, штат Огайо. Він навчався в університеті Елон в Північній Кароліні, який закінчив у 2010 році, отримавши ступінь бакалавра театрального мистецтва. Зі студентських років дружить з актором Грантом Гастіном. Після смерті батька внаслідок невстановленого психічного захворювання Крістофер став послом комітету «Психічна гігієна Америки» і часто виступає за припинення стигматизації психічних захворювань.

## Кар'єра
Його дебют на телебаченні — роль Джастіна в телесеріалі «Браузери» на початку 2013 року. Але після виходу пілотної серії серіал був закритий. Після цього він отримав невелику роль у серіалі «Особливо тяжкі злочини», де зіграв Брендона Норта. Пізніше, у вересні цього ж року, він приєднався до телесеріалу «Щоденники Керрі». Він також зіграв епізодичну роль у телесеріалі «Дівчата».
Найбільшу популярність йому приніс проєкт «Щоденники вампіра», де він грав другорядну роль Малакая (Кая) Паркера в шостому сезоні. Він також з'явився в гостьовій ролі в восьмому сезоні.
У 2016 році він отримав роль Джейка Райлі в телесеріалі «Ізоляція» на каналі CW. У квітні 2016 року його отримав другорядну роль у другому сезоні серіалу «Вулиця милосердя», де він зіграв Ленса Ван Дер Берга. У липні він приєднався до акторського складу в телесеріалі «Супердівчина», де грає Мон-Ела. В 2020 році повернувся до ролі Кая Паркера в серіалі «Спадок».  У 2020 році Вуд був відібраний для пілота ABC  Thirtysomething , продовження отримала визнання критиків драми Thirtysomething, у якої він зіграє Лео Стедмана, Хоуп (Мел Харріс) і сина Майкла (Кен Олін).

## Особисте життя
З 2015 по 2017 рік Кріс зустрічався з колегою по телесеріалу «Ізоляція» актрисою Ханною Менґан-Лоренс.
З початку 2017 року зустрічається зі своєю колегою по серіалу «Супердівчина» Меліссою Бенойст. 10 лютого 2019 року пара оголосила про заручини, а 1 вересня 2019 вони одружилися. 4 березня 2020 року пара оголосила в Instagram, що очікує дитину.

## Фільмографія
| Рік       |    | Українська назва       | Оригінальна назва   | Роль                                      |
| --------- | -- | ---------------------- | ------------------- | ----------------------------------------- |
| 2010      | кф |                        | The Magazine Girl   | Девін                                     |
| 2013      | тф |                        | Browsers            | Джастін                                   |
| 2013      | с  | Особливо тяжкі злочини | Major Crimes        | Брендон Норт (1 епізод)                   |
| 2013—2014 | с  | Щоденники Керрі        | The Carrie Diaries  | Адам Вівер (6 епізодів)                   |
| 2014      | с  | Дівчата                | Girls               | Пол (1 епізод)                            |
| 2014—2017 | с  | Щоденники вампіра      | The Vampire Diaries | Кай Паркер (19 епізодів)                  |
| 2016      | с  |                        | Comedy Bang! Bang!  | Перрі Даффоділ (1 епізод)                 |
| 2016      | с  | Ізоляція               | Containment         | Джейк Райлі (13 епізодів)                 |
| 2016—2021 | с  | Супердівчина           | Supergirl           | Мон-Ел / Томмі Моран / Майк (45 епізодів) |
| 2017      | с  | Вулиця Милосердя       | Mercy Street        | капітан Ленс Ван Дер Берг (2 епізоди)     |
| 2017      | с  | Флеш                   | The Flash           | Мон-Ел / Томмі Моран (1 епізод-кросовер)  |
| 2020      | с  | Спадок                 | Legacies            | Кай Паркер (2 епізоди)                    |